# Lakatos Sámuel
Lakatos Sámuel (Selye (Maros-Torda megye), 1843. július 4. – Marosvásárhely, 1915. augusztus 25.) református kollégiumi tanár.

## Élete
Földmíves székely szülőktől származott; az 1856–57. iskolai évet Makfalván a báró Wesselényi Miklós által alapított nemzeti iskolában töltötte; 1858 szeptemberétől a marosvásárhelyi református kollégiumban tanult. A VI. gimnáziumi osztály végzése után 1864. július 6-án az akkor szokásos szigorlat alapján subscribált és felvétetett a diákok sorába. 1866-ban érettségi vizsgát tett és ugyanott két évig jogi tudományokat hallgatott az akkor felállított jogakadémián. 1869–70-ben teológiai tanfolyamot végzett Nagyenyeden; 1871-ben ugyanott szigorlatot tett és szeptembertől 1873. február 10-ig a marosvásárhelyi református kollégiumnál működött mint osztály-tanító; ez idő alatt kollégiumi contra-seniori hivatalt is viselt és az öt gimnáziumi osztály önképzőkörének vezetője volt. 1873. március 31-től 1875 május végéig az utrechti egyetemen hallgatott teológiai, filozófiai és klasszikaliteratúrai előadásokat. 1875-ben hazatérve, ismét a marosvásárhelyi, református kollégiumnál egy évig mint osztály-tanító, azután 1885 májusáig mint segéd, később mint rendes tanár volt alkalmazva. 1882. május 25-én tanári képesítést szerzett a kolozsvári egyetemen. 1877-től vezette a kollégium ifjúsági önképzőkörét; 1877-től 1886-ig alelnöke, 1887-től 1897-ig elnöke volt a Maros-Torda megyei általános tanító-testületnek; a Kemény Zsigmond Társaságnak 1881-től megszűntéig másod titkára volt és 1890-től igazgatta a kollégiumi elemi iskolát. Elhunyt 1915. augusztus 25-én délután fél 6 órakor, örök nyugalomra helyezték 1915. augusztus 27-én a marosvásárhelyi református temetőben.

## Írásai
Cikkei az Erdélyben (1874. Éva, a rabnő, beszély angolból Charles B. Phipps után, Rajnai álnévvel), az Erdélyi Prot. Közlönyben (1875. A katholikus egyház Hollandban, a Gids után, A reformatio tana, a Saturday Review után ford., 1887. Egy lényeges hiány latin nyelvtanainkban), az Erdélyi Hiradóban (1878. 45. A magyar helyesirásról, 149., 150. sz. A nyelv használatáról), az Erdélyi Figyelőben (1880. A padláson és Harmen apó meséje, rajzok Cremer J. J. után hollandból, 1884. Martonosi Gyujtó Sándor, egy székely dalnok mint szabadságharczos), a Koszorúban (1882. Bajza mint lyrikus), a Maros-Vidékében (1882-1883. cikkek Auditor álnévvel), a Magyar Nyelvőrben (1884. Még egyszer a «Fordul elő»), a marosvásárhelyi collegium Értesítőjében (1886. A nyelvtanítás és nyelvtanulás a gymnasiumban, ism. az Egyet. Philol. Közlöny 1887.), a Magyar Philosophiai Szemlében (1885. Az aesthetikai érzék mint ismeretünk egyik forrása, Opzoomer Z. W. után), a maros-tordamegyei ált. tanítótestület Évkönyvében (1886. A magyar helyesirásról, II. 1892. A nyelvjárások és az irodalmi nyelv, III: 1896. Az állam és a nevelés), a Petőfi Muzeumban (1889. Petőfi a hollandoknál), a Marosvásárhelyi Füzetekben (1896. Bolyai Farkas színművei.)

## Munkái
1. Ötven év a marosvásárhelyi casino életéből (1833-1883). Marosvásárhely, 1886.
2. A székelyföld és Jókai. Uo. 1893.

Szerkesztette: A maros-tordamegyei tanítótestület Évkönyveit 1886-96-ig I-III. kötetét Marosvásárhelyt.